# Чернецький Василь
Васи́ль Черне́цький (псевдонім «Фотограф»; 7 січня 1837, Тернавка Сяноцького повіту — 5 квітня 1900, Сілець, Белзький повіт)  — публіцист, суспільний діяч Лемківщини, греко-католицький священник.

## Життєпис

Походив зі священничої родини. В малому віці залишився без матері, його взяв на виховання дід — парох з села Воля Цинкалевська (Цеклинська Воля); навчався в Яслі разом із Сильвестром Сембратовичем. Закінчив нормальну школу, вчився в нижчих і вищих гімназіях Ряшева, Перемишля, Нового Санча, Пряшева, Кошиць, Ужгорода.
1862 року скерований на працю до Туринки Жовківського повіту, з 1865 завідував капеланією Стронятина в Куликівському деканаті. Займатися літературною діяльністю почав ще на Закарпатті, надсилав дописи, в тому числі гумористичні, до різних газет. 
1884 року стає парохом села Сілець, тоді активізується його краєзнавча робота. Уклав хроніку Львівської духовної семінарії, літопис Василіян у Кристинополі, видав краєзнавчу книжку про Белз, звичаї та життя місцевих євреїв, і про чудотворного рабина. Засновує читальні в Сільці, Кристинополі, Пархачі та Доброчині. 1895 року його зусиллями в Сокалі починає діяти політичне товариство Руська Рада.
Є автором більше як ста історико-краєзнавчих нарисів і досліджень, зокрема про: Белз, Бутини, Варяж, Городище, Двірці, Завишню, Кристинопіль, Великі Мости, Сілець, Сокаль, Тартаків, Сілець, Угнів. Його роботи друкувалися в галицькій періодиці — «Батьківщина», «Временник» Ставропігійського інституту, «Діло», «Книжочка Місійна», «Пролом», «Руська Рада», «Слово», видавництво товариства ім. М. Качковського. Займався покращенням низького освітнього стану духівництва, для цього проводить збори дяків у Кристинополі, надсилає клопотання до послів сейму про виділення на це коштів, піднімає питання в газетах.
Вивчав архівні документи — історію галицьких міст і сіл, церков, монастирів, навчальних закладів; його приклад наслідувало чимало священиків Галичини. Намагався спорудити нову церкву в селі Сільці, дбав про побудову печей для випалювання цегли на новий просторіший храм — старенька церква була споруджена ще 1761 року, але почину завадила смерть.
Повернувся із забуття завдяки виданій академіком Іваном Крип'якевичем бібліографії його творів.
Про нього Крип'якевич сказав: 
| «… головною його спеціальністю стали історичні описи місцевини. На цьому полі Василь Чернецький займав одно з найперших місць з Венедиктом Площанським — ніхто більше не дав такої маси різних дрібних завваг про всякі оселі як вони оба. Каталог його праць обіймає понад 100 позицій, а число сіл, містечок і міст, які він описав, переходить п'ятдесят…» |.
У 1898 році нагороджений лицарським хрестом ордена Франца Йосифа.